# NHL (1966/1967)/Play-off
Rozgrywki posezonowe ligi NHL decydujące o zdobyciu Pucharu Stanleya w sezonie 1966/1967, czyli 1967 Stanley Cup playoffs rozpoczęły się 6 kwietnia Zwycięzca poprzedniej edycji Pucharu Stanleya - Montreal Canadiens awansował do finału rozgrywek. W finale rozgrywek uczestniczyły dwie drużyny z Kanady. Kolejny raz kiedy dwie drużyny z kraju klonowego liścia zagrały w finale rozgrywek miało miejsce w sezonie 1985/1986.
Rozgrywki zakończyły się 2 maja. Ostatnim, szósty meczem finałowym Pucharu Stanleya w którym Toronto Maple Leafs (21 raz w finale) pokonało Montreal Canadiens (23 raz w finale). Był to piąty finał rozgrywek w którym oba zespoły zmierzyły się ze sobą. Nagrodę Conn Smythe Trophy dla najwartościowszego zawodnika play-off zdobył Kanadyjczyk Dave Keon.

## Rozstawienie
Po zakończeniu sezonu zasadniczego 4 zespoły zapewniło sobie start w fazie playoff. Drużyna Chicago Black Hawks zdobywca Prince of Wales Trophy uzyskał najlepszy wynik w lidze zdobywając w 70 spotkaniach 94 punkty. Była to najwyżej rozstawiona drużyna. Kolejne miejsce rozstawione zależały od miejsca w tabeli fazy grupowej.

### Faza zasadnicza

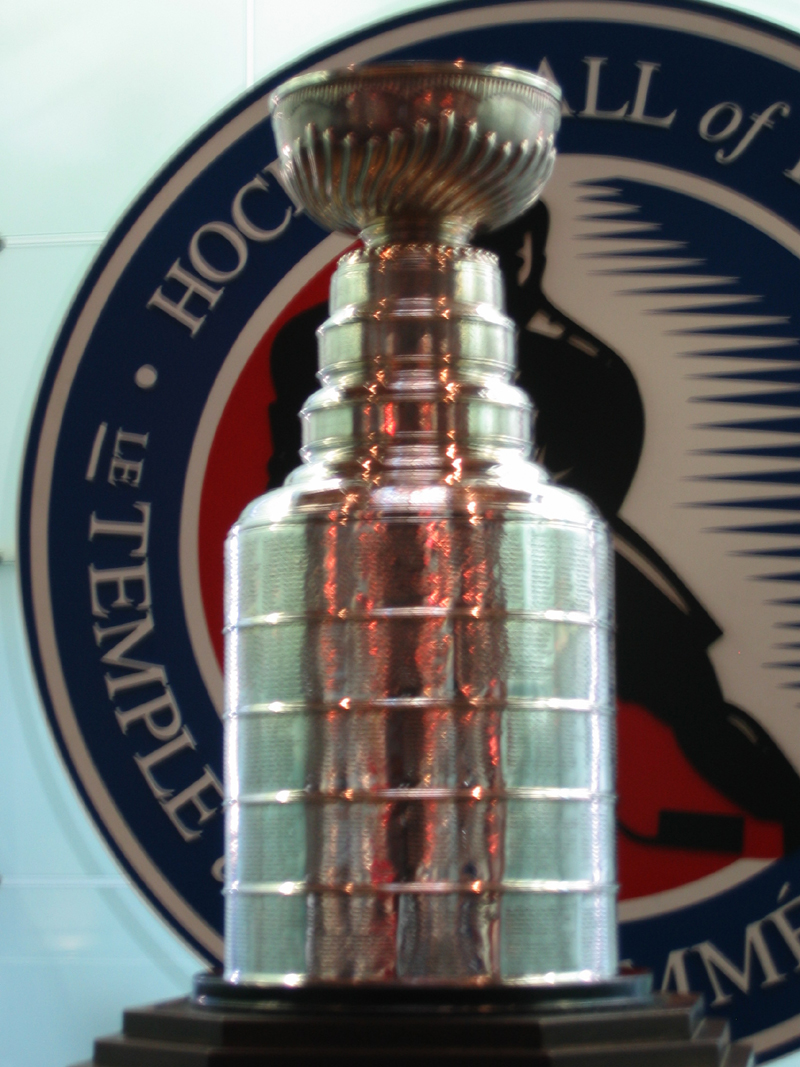
Puchar Stanleya

1. Chicago Black Hawks – zdobywca Prince of Wales Trophy oraz 94 punkty
2. Montreal Canadiens – 77 punkty (32 zwycięstwa)
3. Toronto Maple Leafs – 75 punktów (32 zwycięstwa)
4. New York Rangers – 72 punkty (30 zwycięstw)

### Drzewko play-off
Po zakończeniu sezonu zasadniczego rozpoczęła się walka o mistrzostwo ligi w fazie playoff, która rozgrywana została w dwóch rundach. Drużyna, która zajęła wyższe miejsce w sezonie zasadniczym w nagrodę zostaje gospodarzem ewentualnego siódmego meczu. Z tym, że zdobywca Prince of Wales Trophy (w tym wypadku Chicago Black Hawks) zawsze jest gospodarzem siódmego meczu. Wszystkie cztery rundy rozgrywane są w formuje do czterech zwycięstw według schematu: 2-2-1-1-1, czyli wyżej rozstawiony rozgrywa mecze: 3 i 4 oraz ewentualnie 6 i 7 we własnej hali. Niżej rozstawiona drużyna rozgrywa mecze w swojej hali: pierwszy, drugi oraz ewentualnie piąty.
|  |                     |                     |                    |                    |   |                     |                     |       |
|  | Półfinał            | Półfinał            | Półfinał           |                    |   | Finał               | Finał               | Finał |
|  | Półfinał            | Półfinał            | Półfinał           |                    |   | Finał               | Finał               | Finał |
|  |                     |                     |                    |                    |   |                     |                     |       |
|  |                     |                     |                    |                    |   |                     |                     |       |
|  | Chicago Black Hawks | Chicago Black Hawks | 2                  |                    |   |                     |                     |       |
|  | Chicago Black Hawks | Chicago Black Hawks | 2                  |                    |   |                     |                     |       |
|  | Toronto Maple Leafs | Toronto Maple Leafs | 4                  |                    |   |                     |                     |       |
|  | Toronto Maple Leafs | Toronto Maple Leafs | 4                  |                    |   | Toronto Maple Leafs | Toronto Maple Leafs | 4     |
|  |                     |                     |                    |                    |   | Toronto Maple Leafs | Toronto Maple Leafs | 4     |
|  |                     |                     | Montreal Canadiens | Montreal Canadiens | 2 |                     |                     |       |
|  | Montreal Canadiens  | Montreal Canadiens  | Montreal Canadiens | Montreal Canadiens | 2 | 4                   |                     |       |
|  | Montreal Canadiens  | Montreal Canadiens  |                    |                    |   |                     |                     |       |
|  | New York Rangers    | New York Rangers    | 0                  |                    |   |                     |                     |       |
|  | New York Rangers    | New York Rangers    | 0                  |                    |   |                     |                     |       |

## Rezultaty

### Półfinały
| Chicago Blackhawks – Toronto Maple Leafs | Chicago Blackhawks – Toronto Maple Leafs | Chicago Blackhawks – Toronto Maple Leafs | Chicago Blackhawks – Toronto Maple Leafs | Chicago Blackhawks – Toronto Maple Leafs | Chicago Blackhawks – Toronto Maple Leafs | Chicago Blackhawks – Toronto Maple Leafs |
| Data                                     | Wyjazd                                   | Wyjazd                                   | Dom                                      | Dom                                      |                                          |                                          |
| ---------------------------------------- | ---------------------------------------- | ---------------------------------------- | ---------------------------------------- | ---------------------------------------- | ---------------------------------------- | ---------------------------------------- |
| 6 kwietnia                               | Toronto                                  | 2                                        | 5                                        | Chicago                                  |                                          |                                          |
| 9 kwietnia                               | Toronto                                  | 3                                        | 1                                        | Chicago                                  |                                          |                                          |
| 11 kwietnia                              | Chicago                                  | 1                                        | 3                                        | Toronto                                  |                                          |                                          |
| 13 kwietnia                              | Chicago                                  | 4                                        | 3                                        | Toronto                                  |                                          |                                          |
| 15 kwietnia                              | Toronto                                  | 4                                        | 2                                        | Chicago                                  |                                          |                                          |
| 18 kwietnia                              | Chicago                                  | 1                                        | 3                                        | Toronto                                  |                                          |                                          |
| Toronto wygrało 4:2                      |                                          |                                          |                                          |                                          |                                          |                                          |

| Montreal Canadiens – New York Rangers | Montreal Canadiens – New York Rangers | Montreal Canadiens – New York Rangers | Montreal Canadiens – New York Rangers | Montreal Canadiens – New York Rangers | Montreal Canadiens – New York Rangers | Montreal Canadiens – New York Rangers |
| Data                                  | Wyjazd                                | Wyjazd                                | Dom                                   | Dom                                   |                                       |                                       |
| ------------------------------------- | ------------------------------------- | ------------------------------------- | ------------------------------------- | ------------------------------------- | ------------------------------------- | ------------------------------------- |
| 6 kwietnia                            | NY Rangers                            | 4                                     | 6                                     | Montreal                              |                                       |                                       |
| 8 kwietnia                            | NY Rangers                            | 1                                     | 3                                     | Montreal                              |                                       |                                       |
| 11 kwietnia                           | Montreal                              | 3                                     | 2                                     | NY Rangers                            |                                       |                                       |
| 13 kwietnia                           | Montreal                              | 2                                     | 1                                     | NY Rangers                            | Po dogrywce                           |                                       |
| Montreal wygrało 4:0                  |                                       |                                       |                                       |                                       |                                       |                                       |

## Finał Pucharu Stanleya
Finał Pucharu Stanleya odbył się od 20 kwietnia do 2 maja 1967. Zmierzyły się w nim druga oraz trzecia drużyna sezonu zasadniczego - Montreal Canadiens z Toronto Maple Leafs. Dla drużyny Toronto był to dwudziesty pierwszy występ w finale rozgrywek, zaś dla drużyny z Montrealu dwudziesty trzeci.
Zwycięzcą został zespół Toronto Maple Leafs pokonało drużynę Montreal Canadiens w sześciu meczach z bilansem bramek 17:16 na korzyść drużyny Leafs. Decydującą bramkę o zdobyciu Pucharu Stanleya zdobył w trzeciej tercji, szóstego meczu George Armstrong.
| 20 kwietnia 1967 | Montreal Canadiens | 6:2 | Toronto Maple Leafs | Forum de Montréal, Montreal |

|  |  |  |  |  |

| 22 kwietnia 1967 | Montreal Canadiens | 0:3 | Toronto Maple Leafs | Forum de Montréal, Montreal |

|  |  |  |  |  |

| 25 kwietnia 1967 | Toronto Maple Leafs | 3:2 pd. | Montreal Canadiens | Arena Gardens, Toronto |

|  |  |  |  |  |

| 27 kwietnia 1967 | Toronto Maple Leafs | 2:6 | Montreal Canadiens | Arena Gardens, Toronto |

|  |  |  |  |  |

| 29 kwietnia 1967 | Montreal Canadiens | 1:4 | Toronto Maple Leafs | Forum de Montréal, Montreal |

|  |  |  |  |  |

| 2 maja 1967 | Toronto Maple Leafs | 3:1 | Montreal Canadiens | Arena Gardens, Toronto |

| Szczegóły | Szczegóły                                                        | Szczegóły       | Szczegóły          | Szczegóły |
| --------- | ---------------------------------------------------------------- | --------------- | ------------------ | --------- |
|           | R. Ellis 36:25 (??) J. Pappin 39:24 (??) G. Armstrong 59:13 (??) | (0:0, 2:1, 1:0) | 45:28 (??) D. Duff |           |